# Everybody Wants Some!!
Pour plus de détails, voir Fiche technique et Distribution.
Everybody Wants Some!! est une comédie américaine écrite, coproduite et réalisée par Richard Linklater, sortie en 2016.

## Synopsis
Au Texas, en 1980 juste avant la rentrée universitaire, Jake s'installe dans la maison qu'il va partager avec d'autres étudiants qui comme lui font partie de l'équipe de baseball de l'université.

## Fiche technique
Sauf indication contraire, les informations mentionnées dans cette section peuvent être confirmées par la base de données cinématographiques IMDb,  présente dans la section « Liens externes ».
- Titre original : Everybody Wants Some !!
- Titre provisoire : That's What I'm Talking About
- Réalisation : Richard Linklater
- Scénario : Richard Linklater
- Direction artistique : Bruce Curtis
- Décors : Gabriella Villarreal
- Costumes : Kari Perkins
- Montage : Sandra Adair
- Photographie : Shane F. Kelly
- Production : Sean Daniel, Megan Ellison, Richard Linklater, Ginger Sledge et Anne Walker-McBay
- Sociétés de production : Annapurna Pictures et Detour Filmproduction
- Sociétés de distribution : Paramount Pictures[1] (États-Unis), Metropolitan Filmexport (France)
- Pays d’origine : États-Unis
- Langue originale : anglais

Durée : 116 minutes
- Format : couleur
- Genre : comédie
- Dates de sortie :
  -  États-Unis : 11 mars 2016 (South by Southwest Film Festival) ; 8 avril 2016
  -  France : 20 avril 2016

## Distribution
- Blake Jenner (V.Q. : Xavier Dolan) : Jake Bradford
- Glen Powell (V.Q. : Alexis Lefebvre) : Finnegan « Finn »
- Tyler Hoechlin (V.Q. : Adrien Bletton) : Glen McReynolds
- Ryan Guzman (V.Q. : Maël Davan-Soulas) : Kenny Roper
- J. Quinton Johnson (V.Q. : Gabriel Lessard) : Dale Douglas
- Juston Street : Jay Niles
- Wyatt Russell (V.Q. : Frédérik Zacharek) : Charlie Willoughby
- Will Brittain (en) : Billy « Beuter » Autrey
- Forrest Vickery (V.Q. : David Laurin) : Coma
- Temple Baker (V.Q. : Jean-Philippe Baril-Guérard) : Tyrone Plummer
- Tanner Kalina (V.Q. : Nicholas Savard L'Herbier) : Alex Brumley
- Austin Amelio (V.Q. : Alexandre Fortin) : Nesbit
- Zoey Deutch (V.Q. : Kim Jalabert) : Beverly
- Sophia Taylor Ali : la coloc de Beverly (chambre 307)
- Celina Chapin : Angie
- Dora Madison Burge : Val
- Anna Vanston : Michelle
- Tory Taranova : Debra Kadabra
- Michael Monsour : Justin

## Sortie

### Accueil critique
En France, le site Allociné recense une moyenne des critiques presse de 3,4/5, et des critiques spectateurs à 3/5.